# Friedrich Pradel
Friedrich Wilhelm Otto Pradel (* 16. April 1901 in Berlin; † 24. September 1978 in Hannover) war im NS-Staat als Polizeikommissar und Major der Schutzpolizei in der Amtsgruppe II D 3 a des Reichssicherheitshauptamtes zuständig für die Entwicklung von Gaswagen, die für die Tötung von Juden und anderen „rassisch Unerwünschten“ verwendet wurden.

## Leben
Friedrich Pradel war Sohn des Polizei- und späteren Magistratsbeamten Friedrich Pradel. Er besuchte die Volksschule und das Realgymnasium in Berlin-Lichtenberg, an dem er die Reifeprüfung ablegte. Im Anschluss daran durchlief er eine dreijährige kaufmännische Lehre und war danach bis zum Jahre 1925 als technisch-kaufmännischer Angestellter in der Landmaschinenbranche tätig.
Am 19. Oktober 1925 trat Pradel in die preußische Schutzpolizei ein. Am 1. Januar 1927 wurde er zur Polizeiverwaltung Berlin versetzt. Ab April 1931 kam er für ein Jahr zur technischen Polizeischule Berlin zu einem kraftfahrtechnischen Lehrgang. Bis Ende 1936 war er als Kraftfahrzeugoffizier bei verschiedenen Fahrbereitschaften der Polizeiverwaltung Berlin tätig. Im Januar 1937 wurde Pradel zum Reichsministerium des Inneren – Hauptamt Ordnungspolizei – abgeordnet unter gleichzeitiger Abstellung als Kraftfahroffizier zum Hauptamt Sicherheitspolizei. Dort arbeitete er in der Abteilung Kraftfahrwesen. Seine Tätigkeit bestand im Ankauf neuer und in der Aussonderung nicht mehr verwendungsfähiger Fahrzeuge. Dabei sollte er aufgrund seiner bei der Ordnungspolizei gesammelten Erfahrungen das Kraftfahrwesen der Sicherheitspolizei entsprechend neu aufbauen. Zum 1. Mai 1937 trat er der NSDAP bei (Mitgliedsnummer 5.499.960).
Nach Gründung des Reichssicherheitshauptamtes (RSHA) wurde Pradel im Rang eines SS-Hauptsturmführers (SS-Nummer 290.460) mit der Leitung des Amtes II D 3 a betraut, das für das gesamte Kraftfahrwesen der Sicherheitspolizei zuständig war. Als Amtsleiter nahm er am 2. April 1940 an einer Besprechung unter der Leitung von Werner Best teil, die die Aufstellung von Einsatzkommandos für Frankreich, Holland und Belgien zum Gegenstand hatte.
Pradels Amt gehörte zur Amtsgruppe II D (Technische Angelegenheiten) unter der Leitung von SS-Obersturmbannführer Walter Rauff, der zu den Hauptverantwortlichen für die Massenmorde an Juden und „rassisch Unerwünschten“ in den besetzten Ostgebieten gehörte.
Schon bald nach Beginn der Tötungen wurde nach Alternativen zu den Massenerschießungen durch die Einsatzgruppen der Sicherheitspolizei und des SD gesucht. So wurden auch Tötungen mit Gaswagen diskutiert, wie sie bereits 1939 und 1940 vom „Sonderkommando Lange“ in Polen praktiziert wurden. Bei den Gaswagen handelte es sich um Lastwagen mit geschlossenem Aufbau, in die Auspuffgase eingeleitet wurden. Heydrich beauftragte mit der Entwicklung solcher fahrbarer Gaskammern im September 1941 Rauff, der den Auftrag an seinen für die Kraftfahrzeuge der Sicherheitspolizei zuständigen Untergebenen Pradel weitergab. Dieser äußerte sich dazu folgendermaßen:
„Gegen Ende des Jahres 1941 trat mein Vorgesetzter Rauff mit dem Auftrag an mich heran, durch den Werkstattleiter Wentritt feststellen zu lassen, ob die Einführung von Auspuffgasen in geschlossene Kastenwagen möglich sei. Diesen Auftrag führte ich aus. Wentritt hatte diese Möglichkeit bejaht, worauf Rauff den Befehl erteilte, daß entsprechende Fahrzeuge dazu herzurichten seien.“
Rauff befahl Pradel, sich zum Bau der Gaswagen auch mit dem Chemiker Walter Heeß vom Kriminaltechnischen Institut (KTI) in Verbindung zu setzen. Pradel und Wentritt bestellten daraufhin bei der Firma Gaubschat aus Berlin-Neukölln die Lieferung von Kastenaufbauten, während die Fahrgestelle der Gaswagen von ihnen beschafft wurden. Harry Wentritt beschrieb die weiteren Umbaumaßnahmen in der Werkstatt des RSHA:
„Dort wurde am Auspuff ein abnehmbarer Abgasschlauch angebracht, der von außen zum Boden des Wagens geführt wurde. In diesen Wagen bohrten wir ein Loch im Durchmesser von etwa 58 bis 60 mm, in Stärke des Auspuffrohres. Im Wageninneren, über diesem Loch, wurde ein Metallrohr (Auspuffrohr) angeschweißt, daß mit den von außen herangeführten Abgasschlauch verbunden war bzw. verbunden werden konnte. Bei Anlassen des Motors und nach hergestellter Verbindung gingen die Auspuffgase des Motors durch den Auspuff in den Abgasschlauch und von dort in das im Wageninneren angebrachte Auspuffrohr, wo das Gas sich dann verteilte. Nähere Anweisungen hierzu hatte mir Pradel nicht gegeben, jedenfalls weiß ich das heute nicht mehr. Er gab mir den Auftrag, die Wagen so fertigzustellen, daß die Abgase des Motors in das Wageninnere gelangen konnten. Das war mit Hilfe des am Auspuffrohr angebrachten Abgasschlauches möglich. Pradel erklärte mir weiterhin, daß im Wagen ein weiteres Rohr angebracht werden müsse, damit diese Einlassstelle vor Eingriffen der Wageninsassen gesichert war. Damit war die von unserer Werkstatt betätigte Ausführung im wesentlichen von Pradel bzw. von höherer Stelle bestimmt worden.“
Anfang November wurden zur Erprobung des ersten Gaswagens 30 Häftlinge aus dem KZ Sachsenhausen vergast. Es wurde zunächst eine Serie von fünf oder sechs Gaswagen gebaut; ein erster Einsatz eines Gaswagens erfolgte im November in Poltawa durch das Sonderkommando 4a bei der Einsatzgruppe C. Für den 8. Dezember 1941 ist der Einsatz von Gaswagen im Vernichtungslager Kulmhof bezeugt. Vor dem 14. Dezember 1941 erteilte Rauff dem Chemiker August Becker den Befehl, den Einsatz der Gaswagen bei den Einsatzgruppen im Osten zu überprüfen und wies ihn Pradels Amt II D 3 a zu.
Wahrscheinlich noch vor Jahresende 1941 wurden 30 weitere Gaswagen in Auftrag gegeben, die auf der Basis größerer Lastwagen gebaut werden sollten. Bis zum 23. Juni 1942 waren 20 davon ausgeliefert. Nach einem Vermerk vom 5. Juni 1942, gefertigt in Pradels Amt II D 3a des RSHA, wurden seit Dezember 1941 mit drei Gaswagen 97.000 Menschen ermordet.
Zum Dienstrang Pradels gab August Becker nach dem Krieg an:
„[…] Stellvertreter von Rauff war der damalige Hauptmann und spätere Major Pradel. Pradel hatte zwar auch einen SS-Angleichungsdienstgrad, er nannte sich aber Major. […]“
Am 12. Dezember 1942 wurde Pradel zur Waffen-SS einberufen. Er kam zunächst zum Ersatz Bataillon des SS-Polizei-Infanterieregiments 1, eine Woche später zur SS-Polizei-Division und schließlich, ab 20. Februar 1943, zur Instandsetzungsabteilung der SS-Panzergrenadierdivision Leibstandarte SS Adolf Hitler nach Frankreich. Da der geplante Afrika-Einsatz der Leibstandarte entfiel, wurde Pradel auf seinen Antrag zum Reichssicherheitshauptamt in Berlin zurückversetzt. Am 1. Mai 1943 wurde er aus der Waffen-SS entlassen.
Im Mai 1944 wurde Pradel wegen Bestechung in Untersuchungshaft genommen. Er wurde in das KZ Oranienburg eingeliefert und blieb dort bis zum 13. Januar 1945. Am 5. Februar 1945 wurde er erneut zur Waffen-SS einberufen, kam aber nicht mehr zum Einsatz. Kurz vor dem Zusammenbruch des Dritten Reiches im Mai 1945 setzte sich Pradel nach Österreich ab.
Im August 1945 kam Pradel nach Barsinghausen. Hier baute er sich aus den Erträgnissen kunstgewerblicher Beschäftigung eine bescheidene neue Existenz auf. Als seine kunstgewerbliche Tätigkeit weniger Geld einzubringen begann, trat Pradel in die Dienste der englischen Besatzungsmacht als Kraftfahrer ein. Am 24. Mai 1948 beantragte er als ehemaliger Major der Schutzpolizei seine Versetzung in den Ruhestand, die ihm auch aufgrund eines polizeiamtsärztlichen Zeugnisses, worin ihm Untauglichkeit für den Polizeidienst bestätigt worden war, gewährt wurde. Er bezog daraufhin bis zum 31. Oktober 1952 Gebührnisse für Ruhestandsbeamte.
Ab 1. November 1952 wurde er als Polizeioberkommissar und Beamter auf Widerruf im Niedersächsischen Landesdienst bei dem Kommandeur der Schutzpolizei bei dem Regierungspräsidenten in Hildesheim und später Hannover beschäftigt. Als er Ziel von Ermittlungen der Staatsanwaltschaft Hannover wurde, war er bereits wieder Oberkommissar bei der Fahrdienstbereitschaft der niedersächsischen Schutzpolizei. Wegen Beihilfe zum Mord an mindestens 6.000 Personen wurde Pradel vom Landgericht Hannover am 6. Juni 1966 (Az.: 2 Ks 2/65) zu sieben Jahren Haft verurteilt. Der Bundesgerichtshof bestätigte das Urteil am 21. Februar 1967. Die Haftzeit verbüßte Pradel in der Justizvollzugsanstalt Celle. Am 4. Dezember 1969 wurde er auf Bewährung aus der Haft entlassen.